# دهستان بیدشهر
دهستان بیدشهر دهستانی است در بخش بیدشهر از شهرستان اوز در جنوب فارس. روستاهای زیادی اعم از هود، گلار، قلات، اسلام‌آباد و کهنه همجوار این روستا می‌باشند. در این روستا آثاری از آتشکده و همچنین خانه گبرها وجود دارد که این خود دلیل بر قدمت این روستا دارد. جمعیت کنونی بیدشهر بالغ بر ۴۶۵۲نفر است امیدواریم بزودی شهر شود. اغلب مردان برای امرار معاش به کشورهای عربی می‌روند. بیدشهر مانند سایر روستاهای جنوب دارای آب و هوای گرم و خشک می‌باشد. اما با وجود این آب و هوای گرم و خشک در این دهستان آبشار زیبا و چشم‌نوازی به نام آبشار دَروا وجود دارد.
مردم این دهستان تمامی نیازهای عمومی مردم را خودشان تأمین می‌کنند. مردم بیدشهر به زبان اچمی صحبت می‌کنند و مذهبشان اهل سنت و جماعت می‌باشد. اتحاد و همبستگی اهالی بیدشهر زبانزد مردم منطقه می‌باشد.

## کشاورزی
مناطق کشاورزی معروف روستا عباراتند از:دومون، پِئزُپارُوْ، بستان شیخ، بٌگال، دشت مُشک و تیفِ رُوْ.
کشت عمده بیدشهر، خرما ست. نخلستان‌های بیدشهر با چاه آب شور آبیاری می‌گردند.

## آب شرب
میان کوره و بیدشهر، دریاچه فصلی است و آب بیدشهر از هود تأمین می‌شود.

## بیشتر
این روستا دارای ۱۰ قوم بزرگ و خونگرم و مهمان نواز است که علاقه و همبستگی بسیاری بهم دارند که در ۱۲ محله زندگی می‌کنند.
از سال ۲۰۰۹ با پیگیری مسولان شهرک جدید امام خمینی هم به این دهستان اضافه شده‌است که در کنار ورزشگاه ورزشی و قسمت شرقی ان واقع شده‌است.